# Горган (заповідне урочище)
Горган — заповідне урочище місцевого значення. Об'єкт розташований на території Яремчанської міської ради Івано-Франківської області, Горганське лісництво, квартал 18, виділи 4, 6, 14.
Площа — 48,0000 га, статус отриманий у 1980 році.